# Liza di Lambeth
Liza di Lambeth è stato il primo romanzo breve di Somerset Maugham, scritto mentre l'autore lavorava come medico internista presso l'ospedale del distretto popolare di Lambeth a Londra, e pubblicato nel 1897.
Esso narra la breve esistenza e la morte prematura di Liza Kemp, giovane operaia costretta a convivere assieme alla vecchia madre in una viuzza davanti al Westminster Bridge Road.
Il libro offre al lettore uno spaccato della vita quotidiana della classe lavoratrice londinese a cavallo tra i secoli XIX e XX.

## Trama
L'azione copre un periodo di circa 4 mesi, da agosto a novembre, attorno al periodo delle celebrazioni del giubileo della Regina Vittoria. Liza ha 18 anni, è la più giovane di 13 figli e vive da sola con la madre invalida: molto benvoluta da tutti i residenti del quartiere e dai suoi vicini vecchi e giovani, non può fare a meno di pensare ai propri sentimenti ed emozioni.
A Liza piace molto Tom, un ragazzo della sua stessa età, ma quando lui le chiede di sposarlo viene respinto; viene tuttavia convinta a partecipare ad un viaggio in carrozza con altri passeggeri fino ad un paese alla periferia della capitale per la festività di Bank holiday. Tra i membri del gruppo oltre a Tom vi è l'amica di Liza, Sally, col suo fidanzato Harry, e Jim, un quarantenne recentemente trasferitosi con la numerosa famiglia e la moglie.
La gita risulta esser molto divertente e finisce con tutti i partecipanti più o meno ubriachi di birra. Sulla via del ritorno, immersa nel buio delle strade, Liza si rende conto che Jim la sta pedinando; riesce a prenderle la mano e condurla a casa sua, qui infine riesce a parlarle da solo e a rubarle un bacio. Senza apparentemente considerare né le implicazioni morali né le conseguenze delle proprie azioni, Liza comincia a sentirsi sempre più attratta dall'uomo.
Decidono però di comune accordo di non apparire mai insieme in pubblico, perché non desiderano che gli altri abitanti del quartiere o i colleghi di lavoro di Jim possano iniziare a sospettare qualcosa. Uno dei primi passi compiuti da Jim per  conquistare il cuore di Liza è quello di recarsi al teatro dell'opera con lei un sabato sera; sulla via del ritorno, in uno spiazzo all'aperto l'uomo riesce a sedurla e Liza viene sopraffatta dall'amore.
Giunge presto l'autunno e le serate cominciano a farsi più fredde, cosicché gli incontri segreti tra i due si fanno sempre più difficoltosi; in mancanza di un luogo d'incontro al coperto hanno finito anche per trascorrere le serate assieme nella sala d'attesa di terza classe della Stazione di London Waterloo. Ma, con suo sommo sgomento, la ragazza scopre che le persone hanno cominciato a chiacchierare con malignità, nonostante le precauzioni che avevano sempre adottato.
Solamente la madre di Liza, una vecchia semplice ma ubriacona, non ha la benché minima idea di quel che stia accadendo. Quando Sally si sposa deve smettere di lavorare in fabbrica perché il marito non avrebbe mai lasciato la moglie libera di guadagnare; inoltre presto rimane incinta. Liza si sente così sempre più isolata dopo il matrimonio di Sally; anche Tom pare evitarla di proposito: il proprio amore nei confronti di Jim rimane però solidamente stabile.
Quando si trovano da soli parlano della loro storia d'amore e della possibilità di Jim di lasciare moglie e figli per lei; Liza non sembra essere in grado di andar a vivere da qualche altra parte - dove non li conoscessero, come fossero marito e moglie - lasciando sola la madre, in quanto questa è bisognosa di continua assistenza. Viene a sapere che Harry, soprattutto dopo aver bevuto, picchia Sally, soltanto per essersi allontanata per un breve periodo da casa.
Un giorno Liza si trattiene per confortare l'amica nei riguardi della triste situazione in cui è caduta, giunge così in ritardo all'appuntamento stabilito con Jim davanti ad un vicino pub; quando finalmente arriva, egli si dimostra arrabbiato con lei, finendo col colpirla, senza però averne avuto intenzione. La mattina seguente si ritrova con un occhio nero: ben presto la situazione degenera rapidamente.
La moglie di Jim, che è nuovamente incinta, fa capire al marito di opporsi alla sua relazione con la ragazza; poi non esita a minacciare indirettamente Liza, andando a raccontare in giro cosa avrebbe fatto a Liza se solo se la fosse trovata davanti. Un sabato pomeriggio di novembre, mentre sta tornando a casa dal lavoro, Liza finisce con il trovarsi faccia a faccia con lei: nella rissa che ne consegue la giovane ha la peggio e viene malmenata.
Rapidamente un capannello di spettatori si raduna attorno alle due donne, ma nessuno di loro si azzarda di provar a separarle, invece gridano, applaudono e battono le mani; infine Tom e Jim riescono a frapporsi e fermare la lotta, poi il ragazzo accompagna Liza a casa. La giovane è ora pubblicamente stigmatizzata come una "poco di buona", fatto che lei stessa ammette di fronte a Tom; nonostante questo Tom vuole ancora sposare Liza, ma lei gli dice che oramai è troppo tardi poiché pensa d'essere incinta.
Tom sarebbe disposto ad accoglierla anche così, ma lei nuovamente rifiuta; nel frattempo Jim prende la moglie a bastonate. La figlia maggiore, Polly corre a cercare aiuto dai vicini, che scelgono di non interferire nei problemi privati altrui, ad eccezione di una donna.
Quando la madre torna a casa e vede le ferite di Liza, tutto ciò che le viene in mente per contribuire a mitigare un po' la situazione è di offrirle da bere; nel corso della serata finiscono entrambe ubriache fradicie, a dispetto dello stato di gravidanza in cui si trova la giovane.
Durante la notte Liza ha un aborto spontaneo. Il signor Hodges che abita al piano superiore riesce a trovare un medico chiamandolo dal vicino ospedale; ma questi, viste le gravi condizioni in cui versa, pronunzia subito una sentenza infausta nei confronti di Liza. Neanche l'arrivo della moglie di Hodges, un'infermiera specializzata in ostetricia, riesce a capovolgere la situazione: quando arriva anche Jim Liza si trova già in stato di coma. Alla madre e all'infermiera non rimane altro che parlare dei preparativi per il funerale.
Dopo l'ultimo rantolo, udito dal medico ancora presente, Liza viene dichiarata ufficialmente defunta.